# Ryszard Smęda
Ryszard Antoni Smęda – polski śpiewak (bas), solista bydgoskiej Opery Nova.

## Życiorys
Urodził się w Korszach, dorastał w Bartoszycach. W wieku 17 lat podjął naukę w szkole muzycznej w Olsztynie. W 1976 r. ukończył studia na Wydziale Wokalnym Państwowej Wyższej Szkoły Muzycznej w Warszawie. Po ukończeniu studiów wyjechał do Bydgoszczy, gdzie został przyjęty do opery przez dyrektora Stanisława Renza (1976). Zadebiutował na scenie w roli chana połowieckiego Kończaka w „Kniaziu Igorze” A. Borodina. Następnie kilka sezonów spędził w teatrach operowych w Gdańsku i Krakowie. Do ważniejszych dokonań artystycznych z tego okresu należały m.in. role: Zbigniewa i Skułoby w „Strasznym dworze” S. Moniuszki, sierżanta Zunigi w „Carmen” G. Bizeta, Figara w „Weselu Figara” W.A. Mozarta, Zakrystiana w „Tosce” G. Pucciniego. Wrócił do Bydgoszczy w 1982 r.
Uczestniczył we wszystkich premierach odgrywanych przez bydgoską operę w latach 80. Grał m.in. Franka w „Zemście nietoperza” J. Straussa oraz Tewje-mleczarza w „Skrzypku na dachu” J. Bocka, czy też ojca Alfreda Doolittle w musicalu „My Fair Lady” F. Loewe. Śpiewał także role operowe, jak np. Dalanda w „Holendrze tułaczu” R. Wagnera, Księcia Gremina w „Eugeniuszu Onieginie” P. Czajkowskiego, Faraona i Ramfisa w „Aidzie” G. Verdiego, Leporella w „Don Giovannim” W.A. Mozarta. W sumie ma na swym koncie ok. 80 partii operowych, operetkowych i musicalowych.
Za kreacje sceniczne był nagrodzony trzykrotnie „Złotymi Maskami” (1986, 1993, 1997) w plebiscytach publiczności bydgoskiej (Falstaff, Tewje, Leporello).

## Odznaczenia
- 2012: Złoty Krzyż Zasługi z okazji 35-lecia pracy scenicznej[1].
- 2016: Srebrny Medal „Zasłużony Kulturze Gloria Artis”.